# Maria van Portugal (1313-1357)
Maria van Portugal (1313 — Évora, 18 januari 1357) was een Portugese prinses en koningin van Castilië van 1328 tot 1350.
Maria was het eerste kind van Alfons IV van Portugal en Beatrix van Castilië. Ze werd koningin van Castilië door haar huwelijk met Alfons XI op 26 maart 1328.
Alfons XI stond in 1330 op het punt van haar te scheiden omdat een troonopvolger uitbleef. Haar eerste zoon stierf in 1333, maar uiteindelijk kreeg Maria in 1334 toch een zoon (de latere koning Peter I van Castilië). De koning onderhield vanaf 1330 openlijk een buitenechtelijke relatie met Leonor Núñez de Guzmán (1310-1351), met wie hij tien kinderen kreeg.
Het openlijke overspel van haar echtgenoot deed de koningin ertoe bewegen om weer terug te keren naar Évora in Portugal, waar ze zich voegde aan het hof van haar vader. Dit leidde tot een conflict tussen de koningshuizen van Portugal en Castilië. Uiteindelijk werd het conflict bijgelegd met het tekenen van een verdrag in 1339, waarbij Alfonso XI zich schikte in het huwelijk, waarna hij kon rekenen op de steun van zijn zwager in de strijd tegen de Moren. De Sultan van Marokko stond toen op het punt om het Iberisch Schiereiland opnieuw aan te vallen.
Uiteindelijk wist Alfons XI de koning van Portugal Alfons IV van Portugal over te halen om deel te nemen aan de strijd en in de slag van Salado, op 29 oktober 1340 worden de Moren vernietigend verslagen. Het schijnt dat de koning zijn vrouw na deze overwinning een stuk beter behandelde.
De enige zoon, Peter werd in 1350 tot koning van Castilië gekroond. Ironisch genoeg wreekt zijn halfbroer, de zoon van Leonor Núnez de Guzmán, Hendrik van Trastamara zich uiteindelijk weer op Peter, die in 1369 door Hendrik vermoord wordt, waarna Hendrik koning van Castilië wordt.
Maria van Portugal stierf in Évora en werd begraven in de Kathedraal van Sevilla.

## Voorouders
| Voorouders van Maria van Portugal (1313-1357) | Voorouders van Maria van Portugal (1313-1357)                          | Voorouders van Maria van Portugal (1313-1357)                         | Voorouders van Maria van Portugal (1313-1357)                         | Voorouders van Maria van Portugal (1313-1357)                         |
| --------------------------------------------- | ---------------------------------------------------------------------- | --------------------------------------------------------------------- | --------------------------------------------------------------------- | --------------------------------------------------------------------- |
| Overgrootouders                               | Alfons III van Portugal (1210–1279) ∞ Beatrix van Castilië (1242–1303) | Peter III van Aragón (1239–1285) ∞ Constance van Sicilië (1249–1302)  | Alfons X van Castilië (1221–1284) ∞ Violante van Aragón (1236–1301)   | Alfons van Molina (1203–1272) ∞ Mayor Alfonso de Menezes (1230–1264)  |
| Grootouders                                   | Dionysius van Portugal (1261–1325) ∞ Elisabeth van Aragón (1271–1336)  | Dionysius van Portugal (1261–1325) ∞ Elisabeth van Aragón (1271–1336) | Sancho IV van Castilië (1258–1295) ∞ Maria van Molina (1265–1321)     | Sancho IV van Castilië (1258–1295) ∞ Maria van Molina (1265–1321)     |
| Ouders                                        | Alfons IV van Portugal (1291–1357) ∞ Beatrix van Castilië (1293–1359)  | Alfons IV van Portugal (1291–1357) ∞ Beatrix van Castilië (1293–1359) | Alfons IV van Portugal (1291–1357) ∞ Beatrix van Castilië (1293–1359) | Alfons IV van Portugal (1291–1357) ∞ Beatrix van Castilië (1293–1359) |